# Halticoptera longipetiolus
Halticoptera longipetiolus är en stekelart som beskrevs av Karl-Johan Hedqvist 1975. Halticoptera longipetiolus ingår i släktet Halticoptera och familjen puppglanssteklar.
Artens utbredningsområde är Sverige. Arten är reproducerande i Sverige. Inga underarter finns listade i Catalogue of Life.